# Echo Falls
Die Rostkovia Falls sind ein etwa 25 m hoher Wasserfall auf Südgeorgien im Südatlantik. Auf der Barff-Halbinsel stürzt er vom Überlauf des Echo Lake in das Kopfende der Bucht Godthul.
Das UK Antarctic Place-Names Committee benannte ihn 2014 nach dem Echo, das von den Kliffs oberhalb des Sees widerhallt.